# Le Hézo
Le Hézo (tiếng Breton: Hezoù) là một xã ở tỉnh Morbihan trong vùng Bretagne tây bắc Pháp. Xã này có diện tích 4,98 km², dân số năm 1999 là 550 người. Khu vực này có độ cao từ -1 đến 38 mét trên mực nước biển.
Cư dân của Le Hézo danh xưng trong tiếng Pháp là Hézotins.